# Alexis Weissenberg
Pour les articles homonymes, voir Weissenberg.
Alexis Weissenberg, né le 26 juillet 1929 à Sofia et mort le 8 janvier 2012 à Lugano, est un pianiste bulgare naturalisé français.

## Carrière
Alexis Weissenberg naît dans une famille juive à Sofia en 1929. Il commence l'étude du piano à l’âge de trois ans avec Pancho Vladiguerov. À huit ans, il donne son premier concert et commence une carrière en Turquie, en Égypte, en Palestine et en Afrique du Sud. En 1946 et 1947, il travaille à New York à la Juilliard School avec Olga Samaroff et reçoit quelques conseils d'Artur Schnabel et Wanda Landowska.
En 1947, il est lauréat du prestigieux Concours International Leventritt, et fait ses débuts à Carnegie Hall avec l’Orchestre Philharmonique de New York dirigé par George Szell et l'Orchestre de Philadelphie sous la direction d'Eugène Ormandy. Sa carrière internationale le mène en Amérique Centrale, en Amérique du Sud, en Israël, en Afrique, aux États-Unis et en Europe (Paris, Vienne, Madrid, Milan).
En 1956, il s'installe en France et cesse de jouer pour travailler en solitaire. Après ces années de recul par rapport aux grandes scènes internationales, il fait une rentrée très remarquée à Paris en 1966 puis à New York avec l'Orchestre Philharmonique ; la même année, il donne le Premier Concerto de Tchaïkovski à Berlin sous la direction d'Herbert von Karajan dont il était très proche et qui disait de lui qu’il était un des meilleurs pianistes de notre temps. En 1968, il se produit au Festival de Salzbourg.
Très demandé dans le monde entier, il a été l'invité des orchestres les plus prestigieux et a joué avec les plus grands chefs d'orchestre. Parmi eux, on peut citer William Steinberg, George Szell, Sergiu Celibidache, Eugène Ormandy, Victor de Sabata, Lorin Maazel, Claudio Abbado, Ataulfo Argenta, Stanislaw Skrowaczewski, Seiji Ozawa, Leonard Bernstein, Georges Prêtre, Herbert von Karajan, Carlo Maria Giulini, Georg Solti. Mais sa carrière s'est interrompue en raison des symptômes de la maladie de Parkinson.
Alexis Weissenberg a également enseigné et donné des classes de maître dans le monde entier. Il a fondé la Alexis Weissenberg’s Piano Master Class à Engelberg (Suisse), où il a accueilli de nombreux pianistes de la nouvelle génération comme Kirill Gerstein, Simon Mulligan, Nazzareno Carusi, Cédric Tiberghien, Ido Bar Shai, François Weigel. Il a composé en 1979 une comédie musicale La fugue et aussi une sonate pour piano. 
Alexis Weissenberg s'est éteint le dimanche 8 janvier 2012 dans sa maison de Lugano en Suisse.

## Discographie
- Bach : Choral Nun komm der Heiden Heiland BWV659. Disque EMI Classics (1969) : Les Introuvables d'Alexis Weissenberg  (EAN 07-2435-8583724)
- Bach : Partita n°4 en ré majeur BWV 828, Partita n° 6 en mi mineur BWV 830. Disque EMI (1976). Références CVA 897
- Bach : Six Partitas. Disque EMI - Toshiba
- Bach : Variations Goldberg (1967)  (EMI France)
- Bach : Variations Goldberg (1982). Disque EMI Classics Red Line 023192
- Bach : Six Partitas, French  Ouverture, Italian Concerto  (EMI)
- Bach : Partitas n° 4 & n° 6 ; Italian Concerto (DG (Universal) (dernier CD d'Alexis Weissenberg après avoir été malade)
- Bartok : Concerto n°2. Orchestre de Philadelphie, direction Eugène Ormandy. Disque RCA Records (Référence : GL 43847)
- Beethoven : Les 5 Concertos pour piano. Berliner  Philharmoniker, direction Herbert von Karajan. Disque EMI Classics (Références C 165-53000/3)
- Beethoven : Sonate n°14 en do# mineur op.27/2Quasi una Fantasia (Clair de Lune), Sonate n°8 en do mineur op.13 Pathétique, Sonate n°23 en fa mineur op.57 Appassionata. Disque EMI Classics (Références C 080-16271)
- Brahms : Concerto pour piano n°1. London Symphony Orchestra, direction Carlo Maria Giulini (1972). Disque EMI Classics (C069-12598) - (ASIN BO166WO0UQ)
- Brahms : Concerto pour piano n°1. Philadelphia Orchestra, direction Ricardo Muti. Disque EMI Classics (1984) : Les Introuvables d'Alexis Weissenberg  (EAN 07-2435-8583724)
- Brahms : Intermezzo op.118. Disque EMI Classics (1971) : Les Introuvables d'Alexis Weissenberg  (EAN 07-2435-8583724)
- Brahms : Les Sonates pour violon et piano avec Anne Sophie Mutter (Sonate n°1 en sol majeur op.78, Sonate n°2' en la majeur op.100, Sonate n°3 en ré mineur op.108). Disque EMI Germany (Référence : CDC 7 49299 2)
- Chopin : Concerto n°2 en fa mineur op.21. Orchestre de la Société des concerts du Conservatoire, direction Stanislaw Skrowaczewski. Disque La Voix de son Maître (1972) - Références C 059-73055
- Chopin : Œuvres pour piano et orchestre : Concerto n°1 op.11, Concerto n°2 op.21, Andante Spianato et Grande Polonaise Brillante op.22, Fantaisie sur des Airs Nationaux Polonais op.13, Krakowiak, Grand Rondo de Concert op.14. Orchestre de la Société des concerts du Conservatoire, direction Stanislaw Skrowaczewski. Disque EMI Classics (Référence : 7243 5 733217 2 2)
- Chopin : Nocturnes. Disques EMI La Voix de son Maître
- Chopin : Sonate n°2 op.35. Disque EMI Classics (1975) : Les Introuvables d'Alexis Weissenberg  (EAN 07-2435-8583724)
- Chopin : Valses (intégrale). Enregistrement réalisé à Paris en 1983. Direction artistique : Michel Glotz. Ingénieur du son : Serge Remy - Disque Pathé-Marconi EMI (Références : 2 C 069-73107)
- Czerny : Variations La Ricordanza. Disque EMI Classics (1950) : Les Introuvables d'Alexis Weissenberg  (EAN 07-2435-8583724)
- Debussy : Suite Bergamasque, Children's Corner, Estampes, L'Isle joyeuse, La Fille aux cheveux de lin, La Plus que lente, Etude pour les Arpèges. Disque Deutsche Grammophon (Références 415 510-2)
- Franck : Prélude, Fugue et Variation. Disque EMI Classics (1969) : Les Introuvables d'Alexis Weissenberg  (EAN 07-2435-8583724)
- Franck : Variations Symphoniques. Berliner  Philharmoniker, direction Herbert von Karajan. Disque EMI La Voix de son Maître (Référence : 2C 069-02374)
- George Gershwin : Rhapsody in Blue, I got Rythm (Variations). Berliner  Philharmoniker, direction Seiji Ozawa. Disque EMI Digital Japan (Références : CDC 7 47152 2)
- Haydn : Sonate n°82 en mib majeur, Sonate n°33 en do mineur, Sonate n°50 en ré majeur. Disque EMI Italy (Référence 3C 065-12850)
- Liszt : Originallieder für Bariton avec Hermann Prey. Disque Die Stimme seines Herrn (Référence 1C 065-30845)
- Liszt : Sonetto 123 e Sonetto 104 del Petrarca, Sonate en si mineur. Disque EMI Classics (1967) : Les Introuvables d'Alexis Weissenberg  (EAN 07-2435-8583724)
- Modeste Moussorgski : Tableaux d'une exposition. Enregistrement du concert au festival de Salzbourg le 07 août 1972. Disque Orfeo
- Modeste Moussorgski : Tableaux d'une exposition. Enregistrement de 1972. Disque EMI La Voix de son Maître (Références : 2C 069-12043)- (ASIN B07L58BPGC)
- Wolfgang Amadeus Mozart : Concerto n°9 en mib majeur KV.271. Wiener Symphoniker, direction Carlo Maria Giulini (1979). Disque Warner Classics (Références : 4-317612)
- Wolfgang Amadeus Mozart : Concerto n°21 en ut majeur KV.2467 (cadence Weissenberg). Wiener Symphoniker, direction Carlo Maria Giulini (1979). Disque Warner Classics (Références : 4-317612)
- Prokofiev : Concerto pour piano n°3. Orchestre de Paris, direction (Seiji Ozawa. Disque EMI Classics (1970) : Les Introuvables d'Alexis Weissenberg  (EAN 07-2435-8583724)
- Rachmaninov : Concerto pour piano n°2 en ut mineur op.18. Berliner  Philharmoniker, direction Herbert von Karajan. Disque EMI La Voix de son Maître (Référence : 2C 069-02374)
- Rachmaninov : Concerto pour piano n°3 en ré mineur. Orchestre National de France, direction Leonard Bernstein
- Rachmaninov : Concerto pour piano n°3 en ré mineur. Chicago Symphony Orchestra, direction Georges Prêtre. Disque EMI Classics (1967) : Les Introuvables d'Alexis Weissenberg  (EAN 07-2435-8583724)
- Rachmaninov : Préludes op.23, Préludes op.32. Disque RCA Red Label (Références : 74321 88679-2)
- Rachmaninov : Sonates pour piano nº1 & 2, chez Deutsche Grammophon
- Ravel : Concerto en Sol. Orchestre de Paris, direction Seiji Ozawa. Disque EMI Russia - Balkanton (BCA 1891° repris par EMI Classics (1971) dans Les Introuvables d'Alexis Weissenberg  (EAN 07-2435-8583724)
- Ravel : Le Tombeau de Couperin. Enregistrement du concert au festival de Salzbourg le 07 août 1972. Disque Orfeo
- Ravel : Valses nobles et sentimentales. Disque EMI Classics (1971) : Les Introuvables d'Alexis Weissenberg  (EAN 07-2435-8583724)
- Ravel : Le Tombeau de Couperin. Enregistrement de 1972. Disque EMI La Voix de son Maître (Références : 2C 069-12043) - (ASIN B07L58BPGC)
- Saint-Saëns : Carnaval des animaux avec Aldo Ciccolini. Orchestre de la Société des concerts du Conservatoire. Direction Georges Prêtre. Disque EMI Classics (Références : 367661 2)
- Scarlatti : 15 Sonates. Enregistrement du 17 mars 1986. Disque Deutsche Grammophon (ASIN B00000E322)
- Schumann : Carnaval op.9, Album de la Jeunesse, Etudes Symphoniques, Variations Abegg, Arabesque
- Schumann : Davidsbündlertänze op.6, Humoreske op.20, Träumerei op.15/7, Vogel als Prophet op.82/7. Disque EMI La Voix de son Maître (Référence : 1C 065-16210 Q)
- Schumann : Fantaisie op.17. Enregistrement du concert au festival de Salzbourg le 07 août 1972. Disque Orfeo
- Schumann :  "Kinderszenen" Opus 15  (EMI - Tosiba)
- Strauss : Fifteen Songs for voice an piano, avec Montserrat Caballé. Disque EMI France / Erato / DG (1977)
- Stravinsky : Trois Mouvements de Petrouchka. Disque EMI Classics (1964) : Les Introuvables d'Alexis Weissenberg  (EAN 07-2435-8583724)
- Tchaïkovski : Concerto pour piano et orchestre n°1, Orchestre de Paris, Herbert von Karajan (1970). Disque EMI Classics Studio DRM (Références CDM 7 69381 2)
- Weissenberg  -  Petrushka DVD, Avril 2008, avec Petrouchka d'Igor Stravinsky ; largo de la sonate pour  piano No 3 Opus 58 de Frédéric Chopin, J S Bach "Jesus bleibet meine  Freude" (trans. Myra  Hess) ; Scriabin "Étude pour la main gauche", S. Prokoviev : Sonate  pour piano No 3, une  exceptionnelle interprétation du concerto pour piano No 2 de Johannes Brahms (avec  Maestro Georges Prêtre) et al. (cf.: Classica Répertoire, juillet - aout  2008)
- Les Bis d'Alexis Weissenberg (disque n°1) : Liszt (Nocturne, Rêve d'amour, Valse impromptu), Schumann (Rêverie, Arabesque), Chopin (Etude, Impromptu), Scriabine (Nocturne, Etude), Debussy (Etude, Clair de Lune, Valse), Tchaïkovski (mélodie). Livret de Michel Glotz - Disque La Voix de son Maître (Références : 2C 069-16326)
- Les Bis d'Alexis Weissenberg (disque n°2) : Bach (Choral, Sicilienne), Beethoven (Rondo, Lettre à Elise, Sonate), Schumann (Album de la Jeunesse, l'Oiseau Prophète), Chopin (Valse, Marche Funèbre, Nocturne), Rachmaninov (Prélude), Séverac (Valse romantique), Vladiguerov (Improvisation), Moussorgsky (La Grande Porte de Kiev). Direction artistique : Michel Glotz, livret : Claude Samuel -  Disque La Voix de son Maître (Références : 2904161)
- Alexis Weissenberg : Wiegenlied für Erwachsene (1981). Disque Electrola (Références 1C 006-46 242)
- From Bach to Stravinsky : Bach (Partita n°1 & n°5, Duetto II BWV 803, Duetto IV BWV 805), Schumann (Fantaisie op.17), Chopin (3 Nocturnes op.32/1, op.9/2, op.72/1) Stravinsky (3 Mouvements de Petrouchka), Ravel (Vlases Nobles et Sentimentales). Disque EMI La Voce del Padrone (Références : C163-50116/18)
- Recital de piano de Sigi Weissenberg : Bach/Liszt (Prélude et Fugue d'orgue en la mineur BWV543), Haydn (Sonate en mib majeur Hob.XVI:52), Padre Soler (Sonate n°24 en ré mineur, Sonate en do# mineur, Sonate en ré mineur), Czerny (La Ricordanza, Variations sur un thème de Rode op.33). Disque Vergara - Lumen (Références 11.6.005 L)
- Coffret 10CD 'Icon' : Brahms (Concertos n°1 et n°2), Chopin (Concertos n°1 & n°2), Mozart (Concertos n°9 & n° 21), Tchaïkovski (Concerto n°1), Rachmaninov (2 & 3), Prokofiev (Concerto n°3), Ravel (Concerto en Sol). Œuvres pour piano solo de Bach, Beethoven, Chopin, Debussy, Franck, Gershwin, Liszt, Moussorgski, Schumann, Scriabine, Séverac. Disque EMI Classics (2012)

## Compositions
- Autumn Song (1938), pour piano solo. Editions Schott
- Thema mit Variationen (1940), pour piano solo. Editions Schott
- Schlittenfahrt (1940), pour piano solo. Editions Schott
- Etude (1940), pour piano solo. Editions Schott
- Albumblatt (1940), pour piano solo. Editions Schott
- Capriccio (1942), pour 2 pianos
- Romance (1943), pour violon et piano. Editions Schott
- Variations sur un thème de Prokofiev (1945), pour piano solo
- Le vieux disque cassé (1945), pour piano solo. Editions Schott
- a x a = a2 (1946), pour 2 pianos, dédicacé à Vladimir Horowitz
- The Mannhatan Suite (1948), pour piano solo. Editions Schott
- Oh Bach, dear Bach, forgive me ! (1948), pour piano solo, dédicacé à Vladimir Horowitz. Editions Schott
- Long Ago (Harlem Blues (1948), pour piano solo, dédicacé à Vladimir Horowitz. Editions Schott
- An Overheard Telephone Conversation (1949), pour piano solo. Editions Schott
- Grand Hotel (1950), Comédie musicale.
- Toccata Samba (1959), pour piano solo
- Mozart Cadenza KV.491 (1960). Editions Schott
- Le Regret (1962), étude pour piano. Editions Schott
- Death Beat (1963), comédie musicale sur un thème d'Agatha Christie, pour 2 pianos, percussions, basse et voix
- Viola Organista (1976), pour piano solo. Editions Schott
- Berceuse de Noël (1977), pour voix et piano
- La Fugue (1979), comédie musicale (version 2 pianos). Disque Columbia 1979 (Références : 070-14739)
- Wiegenlied (1980), pour voix et piano
- Eins, zwei, drei (1980), valse oubliée pour voix, piano et quatuor à cordes
- Variation on a Popular Japanese Theme (1982), pour piano solo. Editions Schott
- Sonate en état de jazz (1982), pour piano solo. Editions Mario Bois
- Un Déménagement (1986), pour voix et piano
- Les Papillons (1986), pour voix et piano
- Ma Voix (1986), pour voix et piano

## Décorations
- Commandeur de l'ordre des Arts et des Lettres le 15 novembre 1996[4].